# Johann Andreas Schmeller

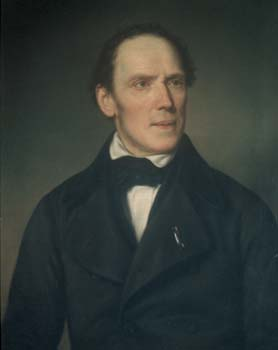
Johann Andreas Schmeller.

Johann Andreas Schmeller, född 6 augusti 1785 i Tirschenreut i Oberpfalz, död 27 juli 1852 i München, var en tysk språkforskare.
Schmeller upprättade 1808 en privatskola i Basel samt blev 1828 professor i forntyskt språk och litteratur i München. Genom sina arbeten Die Mundarten Bayerns (1821) och Bayrisches Wörterbuch (fyra band, 1827–1836; andra upplagan, bearbetad av Georg Karl Frommann, två band, 1868–1877, nytryck 1912) lade han grunden till de vetenskapliga undersökningarna av tyska dialekter. Han utgav även Heliand (1830–1840), en gammalsachsisk evangelieharmoni, Lateinische Gedichte des 10. und 11. Jahrhunderts (1838; tillsammans med Jacob Grimm), Carmina burana (1847; fjärde upplagan 1904) med mera. Postumt utgavs Cimbrisches Wörterbuch (1855).